# Patriots de la Nouvelle-Angleterre
Pour les articles homonymes, voir Patriot.
Stade
Maillots
Super Bowl XXXVI - XXXVIII - XXXIX - XLIX - LI - LIII
Les Patriots de la Nouvelle-Angleterre (New England Patriots en anglais), souvent appelés les « Pats », sont une équipe professionnelle de football américain basée dans la région de Boston, jouant à domicile dans la ville de Foxborough, dans le Massachusetts, au Gillette Stadium. L'équipe fait partie de la division Est de l'American Football Conference (AFC) de la National Football League (NFL).
En tant que membre original de l'American Football League (AFL), les Patriots ont rejoint la NFL pendant la fusion de 1970 entre les deux ligues. Ils accèdent aux séries éliminatoires quatre fois avant de jouer leur premier Super Bowl en janvier 1986, perdant contre les Bears de Chicago. Ils jouent aussi le Super Bowl XXXI en janvier 1997, perdant contre les Packers de Green Bay.
Entre 2001 et 2005, l'équipe devient la deuxième de l'histoire (après les Cowboys de Dallas) à gagner trois Super Bowls en quatre ans (les Super Bowls XXXVI, XXXVIII et XXXIX), et la huitième équipe à gagner deux Super Bowls d'affilée. Toutefois, les Patriots perdent face aux Giants de New York au Super Bowl XLII après avoir gagné tous leurs matches de la saison 2007. Ils sont de nouveau défaits par les Giants à l'occasion du Super Bowl XLVI, à l'issue de la saison 2011. Le 1er février 2015, ils renouent avec la victoire en remportant le Super Bowl XLIX face aux Seahawks de Seattle, et gagnent ensuite en février 2017 le Super Bowl LI face aux Falcons d’Atlanta et le 3 février 2019 le Super Bowl LIII face aux Rams de Los Angeles.
Avec le quarterback Tom Brady et l'entraîneur en chef Bill Belichick, les Patriots détiennent le record de la plus longue série de victoires de l'histoire, soit 21 victoires consécutives entre octobre 2003 et octobre 2004.

## Histoire

### Débuts (1959-1970)
Le 16 novembre 1959, l'homme d'affaires de la Nouvelle-Angleterre Billy Sullivan reçoit la huitième et dernière franchise de la nouvelle ligue AFL contre 25 000 dollars. Elle participe à sa première draft une semaine plus tard sans directeur de l'équipe et recrute son premier directeur Mike Holovak une semaine plus tard . L'hiver suivant, les habitants de la région sont sollicités pour trouver un nom à la nouvelle équipe. Après avoir initialement choisi d'appeler sa franchise les Patriots de Bay State (Bay State Patriots), Sullivan modifie son choix et se porte sur les Patriots de la Nouvelle-Angleterre (New England Patriots). L'artiste du Boston Globe Phil Bissel dessine alors le logo « Pat Patriot ».
Les Patriots n'ont jamais connu de vrai succès pendant leur temps dans l'AFL n'ayant pas de stade leur appartenant. Le Nickerson Field, le Harvard Stadium, le Fenway Park et l'Alumni Stadium sont utilisés par l'équipe. Les Patriots jouent une finale de l'AFL à la fin de la saison 1963, mais perdent 51-10 contre les Chargers de San Diego et ne jouent plus de finales ni même de phase éliminatoire en AFL ou en NFL pendant treize ans.

### Installation dans le nouveau stade (1971-1974)
Quand la NFL et l'AFL fusionnent en 1970, les Patriots sont placés dans la division AFC Est dont ils sont toujours membres aujourd'hui. L'année suivante, ils s'installent dans leur propre stade à Foxborough, Massachusetts. La franchise souhaite alors prendre le nom « Bay State Patriots » mais celui-ci est rejeté par la NFL. Le 22 mars 1971, le nom officiel de l'équipe devient les « New England Patriots » (en français les Patriotes de la Nouvelle-Angleterre) en adéquation avec la situation géographique du nouveau stade.
La première saison au Schaefer Stadium est difficile pour les Patriots. Elle n'envoie qu'un seul joueur au Pro Bowl, le centre Jon Morris. Les Patriots terminent la saison avec un bilan de 2 victoires pour 14 défaites, ce qui leur permet d'obtenir le premier choix de la draft 1971. Avec, la franchise recrute le quarterback Jim Plunkett ayant remporté le championnat universitaire et le trophée Heisman la saison précédente.
Pendant l'été 1971, les Patriots recrutent le running back des Cowboys de Dallas Duane Thomas. Rapidement, Thomas se dispute avec l'entraîneur John Mazur, obligeant le commissionnaire de la ligue à renvoyer Duane Thomas à Dallas une semaine seulement après son arrivée chez les Patriots.

### Révolution, records et Super Bowl perdu (1975-1986)
Au cours la deuxième moitié des années 1970, les Patriots connaissent quelques succès, se qualifiant pour les phases éliminatoires en 1976 et 1978, Ils sont éliminés par deux fois dès le premier tour. Les Patriots de la Nouvelle-Angleterre vont ensuite enchaîner les saisons positives, hormis en 1981, manquant de peu la qualification pour les phases éliminatoires ou y échouant à nouveau lors du premier tour en 1982.
En 1985, les Patriots de la Nouvelle-Angleterre accèdent à nouveau à la phase éliminatoire et se qualifient pour la première fois de leur histoire au Super Bowl. Ils perdent lourdement le Super Bowl XX sur le score de 46 à 10 face aux Bears de Chicago. Vainqueurs de division l'année suivante, ils retrouvent la phase éliminatoire en 1986 mais perdent à nouveau au premier tour.

### Un club en ruine (1987-1992)
Le club connaît un tournant à la fin des années 1980 lorsque Victor Kiam devient propriétaire de l'équipe. Sa gestion est catastrophique et transforme une franchise au bilan positif en une équipe non compétitive classée dernière de sa division. Son échec l'oblige à trouver un nouveau propriétaire. James Orthwein achète la franchise en 1992. Ce dernier souhaite déplacer la franchise dans sa ville natale de Saint-Louis. N'y parvenant pas, après deux saisons, il la revend à l'actuel propriétaire, Robert Kraft.
Pendant cette période difficile, l'équipe n'affichera aucun bilan positif. De 1990 à 1992, l'équipe compte dans ses rangs Richard Tardits, premier joueur français à évoluer en National Football League.

### Changements majeurs et renouveau (1993-2000)
Même si le temps d'Orthwein en tant que propriétaire fut court, il aura effectué des changements majeurs au sein de l'équipe. L'ancien coach des Giants de New York, Bill Parcells, est engagé en 1993, et de gros changements sont apportés à l'uniforme. Le rouge et le blanc sont remplacés par l'actuel bleu et argent. Un nouveau logo est créé. Parcells amène les Patriots en phase éliminatoire à deux reprises, accédant au Super Bowl XXXI qu'ils perdent face aux Packers de Green Bay sur le score de 35 à 21. Pete Carroll, le successeur de Parcells, qualifie également à deux reprises la franchise en phase éliminatoire.

### Première dynastie (2001-2005)
Bill Belichick est recruté comme entraîneur principal en 2000. Deux saisons plus tard, la franchise inaugure un nouveau stade, le Gillette Stadium. Dès sa première année avec les Patriots, Belichick sélectionne le quarterback Tom Brady en 199e position de la draft. À la suite de la blessure de Drew Bledsoe lors de la saison 2001, Brady devient titulaire de l'équipe et le reste pendant plus d'une décennie. Dès sa première saison, les Patriots et Brady remportent le premier Super Bowl de leur histoire. Après une saison blanche en 2002, les Patriots ajoutent deux nouveaux sacres à leur dynastie lors du Super Bowl XXXVIII et du Super Bowl XXXIX.

### En embuscade (2006-2013)
Lors de la saison 2007, l'équipe réussit une saison régulière parfaite et historique avec 16 victoires pour aucune défaite. Les Patriots deviennent la cinquième équipe à finir une saison invaincue, mais aussi la première à le faire depuis le rallongement de la saison régulière à seize matches au lieu de quatorze. Atteignant le Super Bowl XLII, soit leur 4e en sept ans, les Patriots sont battus par les Giants de New York. Durant cette saison, une controverse surnommée « Spygate » concernant des enregistrements vidéo éclate et l'entraîneur Bill Belichick reçoit une amende de 500 000 $, soit le maximum possible.
L'équipe atteint le Super Bowl XLVI lors de la saison 2011 de la NFL, mais s'incline de nouveau face aux Giants de New York.

### Deuxième dynastie (2014-2019)
Après près d'une décennie d'échecs en rencontres éliminatoires, les Patriots soulèvent de nouveau le trophée Lombardi en 2014 lors du Super Bowl XLIX face aux Seahawks de Seattle. Sur la dernière action de la partie, Malcolm Butler réalise une interception décisive pour arrêter l'attaque des Seahawks alors qu'elle se situe à un yard de l'en-but. Ce sacre est marqué par une controverse nommée « Deflategate », sur d'éventuels ballons sous-gonflés pour avantager les Patriots lors de la finale de conférence contre les Colts d'Indianapolis.
À la suite du Deflategate, une bataille juridique s'engage entre la ligue et le quarterback Tom Brady à la suite du rapport Wells,,. Après de multiples rebondissements, Brady est suspendu quatre rencontres au début de la saison 2016,. En 2015, les Patriots échouent aux portes du Super Bowl sur une conversion à deux points contre les Broncos de Denver de Peyton Manning et Von Miller.
Lors de la saison 2016, les Patriots font leur retour au Super Bowl après une saison dominée de bout en bout. Au Super Bowl LI, les Patriots sont menés à 28 à 3 contre les Falcons d'Atlanta avant de faire un retour historique pour emporter la victoire dans la première prolongation de l'histoire du Super Bowl (34-28).
Les Patriots rejoindront la grande finale les deux années suivantes, pour une défaite au Super Bowl LII face aux Eagles de Philadelphie, et une victoire au Super Bowl LIII face aux Rams de Los Angeles, lors du fameux et ennuyeux « Super Bore » (13-3). Ayant remporté leur 6e Super Bowl, ils égalisent ainsi le record détenu par les Steelers de Pittsburgh,. Après la saison 2019 (élimination en wild card 13 à 20 chez les Titans du Tennessee), le quarterback Tom Brady annonce qu'il a joué son dernier match pour les Patriots. Il quitte la franchise et signe un contrat avec les Buccaneers de Tampa Bay le 20 mars 2020,. Cette défaite prive les Patriots de la possibilité de participer à une 9e finale de conférence AFC et à un 4e Super Bowl consécutif.

## Palmarès

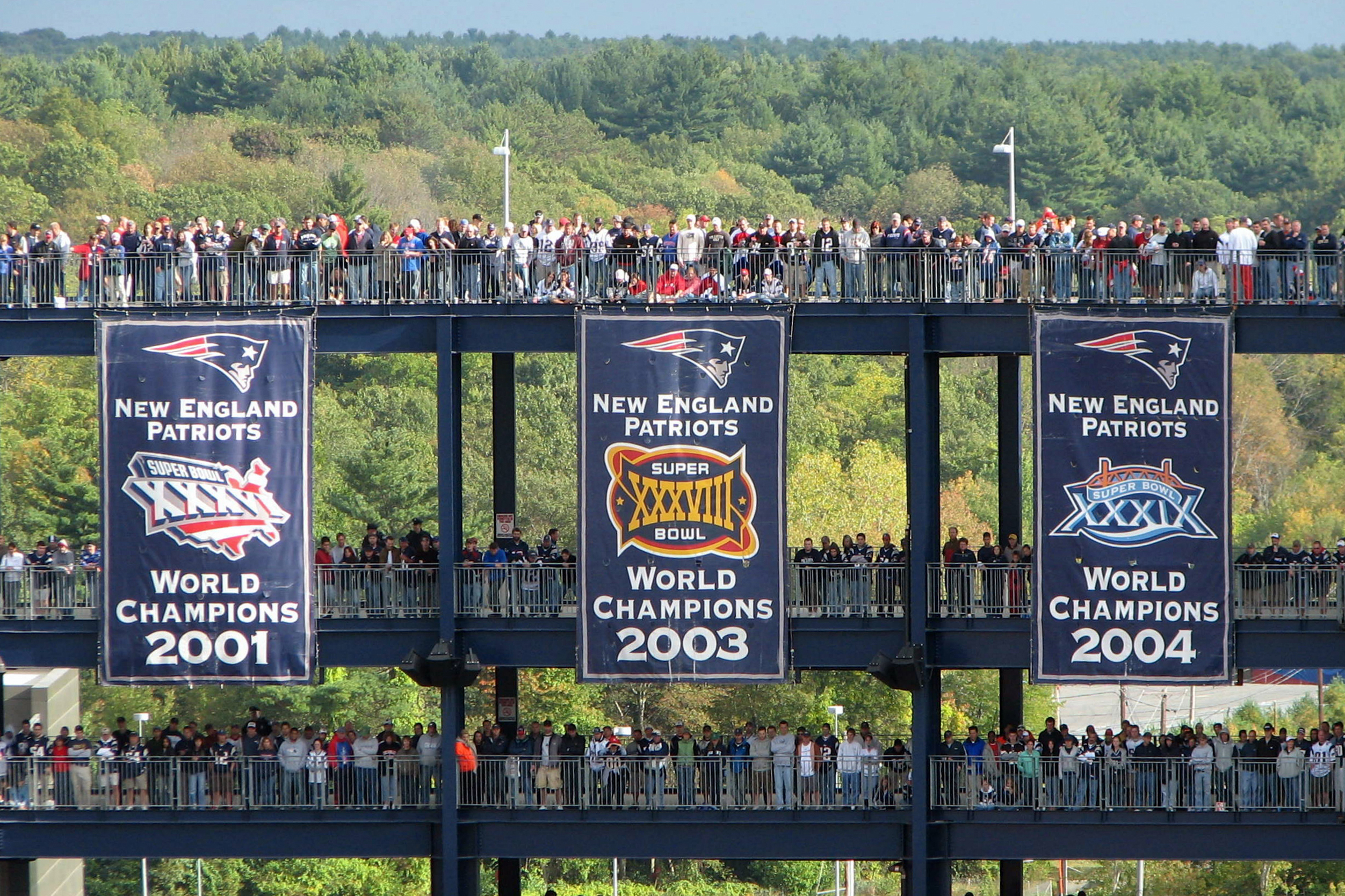
Bannières au Gillette Stadium.

Avant les années 2000, les Patriots de la Nouvelle-Angleterre est l'un des clubs les moins victorieux de la National Football League. L'équipe initiale, créée en 1960 dans l'American Football League, a atteint une fois la finale de l'AFL en 1963 mais s'est lourdement incliné 51 à 10 contre les Chargers de San Diego. Au virage de l'année 2000, les Patriots embauchent Bill Belichick et Tom Brady, changeant le destin de la franchise. Lors d'une première dynastie, les Pats remportent trois Super Bowls en quatre saisons. Ils en ajoutent trois nouveaux en 2014, 2016 et 2018. Pendant plus d'une décennie, le club de la Nouvelle-Angleterre est le plus victorieux de la ligue. Il enchaîne les titres de champions de division, ne ratant que les titres de 2002 et 2008 entre 2001 et 2019.
Palmarès des Patriots de la Nouvelle-Angleterre en National Football League
| Super Bowls | Conférence                                                                                          | Division |
| --- | --------------------------------------------------------------------------------------------------- | --- |
| - Vainqueur du Super Bowl (6) : XXXVI (2001), XXXVIII (2003), XXXIX (2004), XLIX (2014), LI (2016) et LIII (2018) | - Champion de Conference (11) : 1985, 1996, 2001, 2003, 2004, 2007, 2011, 2014, 2016, 2017 et 2018. | - Champion de Division AFC Est (21) : 1978, 1986, 1996, 1997, 2001, 2003, 2004, 2005, 2006, 2007, 2009, 2010, 2011, 2012, 2013, 2014, 2015, 2016, 2017, 2018 et 2019. |

Les Patriots de la Nouvelle-Angleterre ont remporté six Super Bowls depuis leur premier succès en 2001 :
- Victoire 20 à 17 contre les Rams de Saint-Louis lors du Super Bowl XXXVI (2001) au Louisiana Superdome de La Nouvelle-Orléans.
- Victoire 32 à 29 contre les Panthers de la Caroline lors du Super Bowl XXXVIII (2003) au Reliant Stadium de Houston.
- Victoire 24 à 21 contre les Eagles de Philadelphie lors du Super Bowl XXXIX (2004) au ALLTEL Stadium de Jacksonville.
- Victoire 28 à 24 contre les Seahawks de Seattle lors du Super Bowl XLIX (2014) au University of Phoenix Stadium de Glendale.
- Victoire 34 à 28 en prolongation contre les Falcons d'Atlanta lors du Super Bowl LI (2016) au NRG Stadium de Houston.
- Victoire 13 à 3 contre les Rams de Los Angeles lors du Super Bowl LIII (2018) au Mercedes-Benz Stadium d'Atlanta.

## Joueurs et personnalités

### Joueurs
Les meilleurs joueurs des Patriots de Boston dans les années 1960 sont à la fois leur quarterback Babe Parilli, recruté dans un échange à cinq joueurs, son centre Jon Morris, le fullback Jim Nance, le wide receiver et kicker Gino Cappelletti et les défenseurs Bob Dee, Jim Lee Hunt, Nick Buoniconti et Houston Antwine.
Les nouveaux Patriots de la Nouvelle-Angleterre ont pour vedette le joueur de ligne offensive John Hannah qui reste une décennie sous le maillots des Patriots.
Dans les années 1990, Drew Bledsoe devient un quarterback vedette de la franchise jusqu'en 2001. L'équipe construit dans le même temps l'une des meilleures défenses de la ligue en ajoutant des talents comme le cornerback Ty Law ou les linebackers Tedy Bruschi et Willie McGinest. Lorsque Bledsoe se blesse gravement en 2001, il est remplacé par le débutant Tom Brady qui connaît un succès immédiat. Brady s'appuie sur le jeu au sol de Kevin Faulk, son coureur principal, et est efficace à la passe.

### Entraîneurs principaux
Lou Saban est le premier entraîneur principal des Patriots de Boston. Après avoir mené à bien la mission de créer une équipe de football américain, Saban passe une saison et demie sur le banc avant d'être congédié. Son assistant Mike Holovak le remplace et va devenir le plus victorieux avec les Patriots jusqu'à Bill Belichick. Entre 1961 et 1968, Holovak emmène l'équipe en phace éliminatoire pour la première fois et est nommé entraîneur de l'année en 1966. Devenu également manager général, il manque deux saisons, en 1967 et 1968, et la série de défaites entraîne son licenciement en janvier 1969.
Les Patriots débauchent le coordinateur offensif des Jets de New York, Clive Rush, récent vainqueur du Super Bowl III pour prendre la tête de l'équipe. L'essai est un échec majeur et l'équipe s’enlise dans les profondeurs du classement. Après une nouvelle défaite, Rush démissionne et annonce qu'il ne serait plus jamais entraîneur. Son assistant John Mazur est promu mais ne fait pas mieux, tout comme Phil Bengtson, dont l'intérim ne dure que cinq rencontres.
Le 26 janvier 1973, Chuck Fairbanks est nommé entraîneur principal des Patriots de la Nouvelle-Angleterre et dès sa première draft effectue des choix qui vont changer le destin de la franchise en sélectionnant notamment John Hannah. Saison après saison, le bilan de l'équipe de Fairbanks s'améliore mais échoue lors des phases éliminatoires. Entraîneur de l'année en 1976, ses différents avec Chuck Sullivan le fait quitter l'équipe en 1978. Il est remplacé par Ron Erhardt et Ron Meyer dont les passages ne marquent pas l'équipe bien qu'ils laissent à Raymond Berry une équipe pouvant remporter un Super Bowl.
Ancien assistant de Fairbanks, Raymond Berry est respecté par son vestiaire et le guide, dès sa première saison complète avec les Patriots, jusqu'au Super Bowl XX perdu 46 à 10 contre les Bears de Chicago. Après plusieurs saisons positives, le nouveau propriétaire Victor Kiam souhaite reprendre le contrôle de l'effectif après une saison 1989 difficile, ce que Berry refuse, entraînant son licenciement. Son successeur Rod Rust arrive au club instable et ne tient qu'une saison lors de laquelle il n'obtient d'une victoire en seize rencontres. Dans les mêmes conditions, Dick MacPherson fait à peine mieux et la franchise est de nouveau vendue.
Le nouveau propriétaire, James Orthwein, souhaite donner un nouveau souffle aux Patriots et recrute le prestigieux entraîneur principal Bill Parcells lequel a remporté plusieurs Super Bowls avec les Giants de New York lors des années 1980. Réalisant un excellent travail pendant trois saisons, Parcells emmène l'équipe jusqu'à son deuxième Super Bowl, de nouveau perdu. À la suite de désaccords internes avec le nouveau propriétaire Robert Kraft, Parcells quitte les Patriots pour son rival, les Jets de New York. Kraft recrute le jeune entraîneur de 46 ans Pete Carroll qui est prometteur mais n'arrive pas à gagner en phase éliminatoire.
Après trois saisons, Kraft licencie avec difficulté Carroll et embauche Bill Belichick, ancien entraîneur principal des Browns de Cleveland. Belichick réussit là où Carroll a échoué et remporte le Super Bowl XXXVI avec le jeune Tom Brady. Il en ajoute deux nouveaux lors des trois saisons suivantes et devient une légende du club. Avec les Patriots, il devient même l'entraîneur le plus titré de l'histoire en ajoutant trois nouveaux Super Bowls en 2014, 2016 et 2019. Trois fois entraîneur de l'année en 2003, 2007 et 2010, Belichick gagne plus de 70 % de ses rencontres et domine la ligue et sa division.

### Propriétaires
- Billy Sullivan : 1959 - 1988
- Victor Kiam : 1988 - 1992
- James Orthwein : 1992 - 1993
- Robert Kraft : depuis 1993

### Numéros retirés
Huit joueurs des Patriots de la Nouvelle-Angleterre ont eu l'honneur de voir leur numéro de maillot retiré par la franchise. Le tableau suivant récapitule les différents maillots retirés :
| Numéro | Joueur           | Position | Saisons   |
| ------ | ---------------- | -------- | --------- |
| 12     | Tom Brady        | QB       | 2000–2019 |
| 20     | Gino Cappelletti | WR, K    | 1960–1970 |
| 40     | Mike Haynes      | CB       | 1976–1982 |
| 57     | Steve Nelson     | LB       | 1974–1987 |
| 73     | John Hannah      | G        | 1973–1985 |
| 78     | Bruce Armstrong  | T        | 1987–2000 |
| 79     | Jim Lee Hunt     | DL       | 1960–1971 |
| 89     | Bob Dee          | DL       | 1960–1967 |

### Hall of Famedes Patriots
Les Patriots comptent dix-huit joueurs et un contributeur dans leur propre Hall of Fame établi en 1991. Un comité a sélectionné onze joueurs entre 1991 et 2001, avant six ans sans sélection. En 2007, un nouveau comité sélectionne trois nouvelles personnalités des Pats. L'ancien propriétaire Billy Sullivan est intronisé en mars 2009 par Robert Kraft en tant que contributeur. De plus, quatre des anciens joueurs des Patriots ont été intronisés au Pro Football Hall of Fame.
- John Hannah, offensive guard (1973-1985), Pats HoF en 1991, Pro HoF en 1991
- Mike Haynes, cornerback (1976-1982), Pats HoF en 1994, Pro HoF en 1997
- Nick Buoniconti, linebacker (1962-1968), Pats HoF en 1992, Pro HoF en 2001
- Andre Tippett, linebacker (1982-1993), Pats HoF en 1999, Pro HoF en 2008
- Gino Cappelletti, wide receiver / kicker (1960-1970), Pats HoF en 1992
- Bob Dee, defensive lineman (1960-1967), Pats HoF en 1993
- Jim Lee Hunt, defensive lineman (1960-1971), Pats HoF en 1993
- Steve Nelson, linebacker (1974-1987), Pats HoF en 1993
- Babe Parilli, quarterback (1961-1967), Pats HoF en 1993
- Steve Grogan, quarterback (1975-1990), Pats HoF en 1995
- Bruce Armstrong, offensive tackle (1987-2000), Pats HoF en 2001
- Stanley Morgan, wide receiver (1977-1989), Pats HoF en 2007
- Ben Coates, tight end (1991-1999), Pats HoF en 2008
- Jim Nance, fullback (1965-1971), Pats HoF en 2009
- Billy Sullivan, propriétaire et fondateur (1960-1988), Pats HoF en 2009
- Sam Cunningham, running-back (1973-1979, 1981-1982), Pats HoF en 2010
- Drew Bledsoe, quarterback (1993-2001), Pats HoF en 2011
- Jon Morris, center (1964-1974), Pats HoF en 2011
- Troy Brown, punt returner et defensive back (1993-2007), Pats HoF en 2012

## Structures du club

### Stades

#### Des débuts sans stade
Pendant leur temps dans l'AFL, les Patriots de Boston jouèrent à domicile dans de nombreux stades différents autour de Boston. La première enceinte de l'équipe est le Nickerson Field, le terrain de l'Université de Boston où joue l'équipe universitaire des Terriers de Boston. Les Patriots sont la première équipe professionnelle à jouer dans ce petit stade. En 1963, les Pats déménagent dans le mythique stade de baseball du Fenway Park où ils restent jusqu'en 1968. Alors que la fusion de l'American Football League et de la National Football League est annoncée, les Patriots de Boston évolue à l'Alumni Stadium et au Harvard Stadium en attendant la construction de leur enceinte, le Foxboro Stadium.

#### Foxboro Stadium

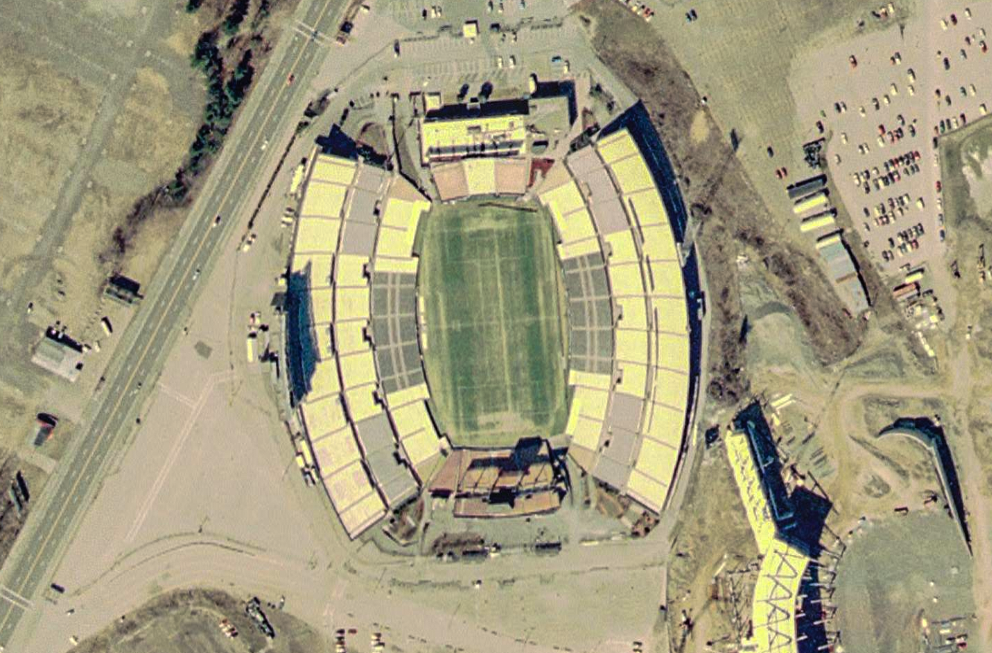
Vue aérienne du Foxboro Stadium.

La fusion entre l'AFL et la NFL en 1970 oblige toutes les franchises de trouver un stade de plus de 46 200 places. Sullivan propose d'abord d'agrandir le stade d'Harvard de 40 000 places au minimum de la ligue. Au printemps 1970, E. M. Loew donne un terrain à l'équipe sur sa piste de course à Foxborough si les Patriots acceptent de partager les bénéfices du parking. La ville de Boston accepte et le terrain est inauguré le 23 septembre 1970. La structure du stade est simple afin de pouvoir le construire en 11 mois pour un coût annoncé de 4 000 000 dollars. Le Foxboro Stadium est construit et est nommé d’après la Schaefer Brewery en échange de 1 400 000 dollars par saison.
Le stade est vétuste et seulement 5 600 des places ont un dossier. Il n'y a pas de suites et la pelouse est considérée comme l'une des plus dures de la NFL.
Les Patriots jouent au Foxboro Stadium jusqu'en 2002.

#### Gillette Stadium

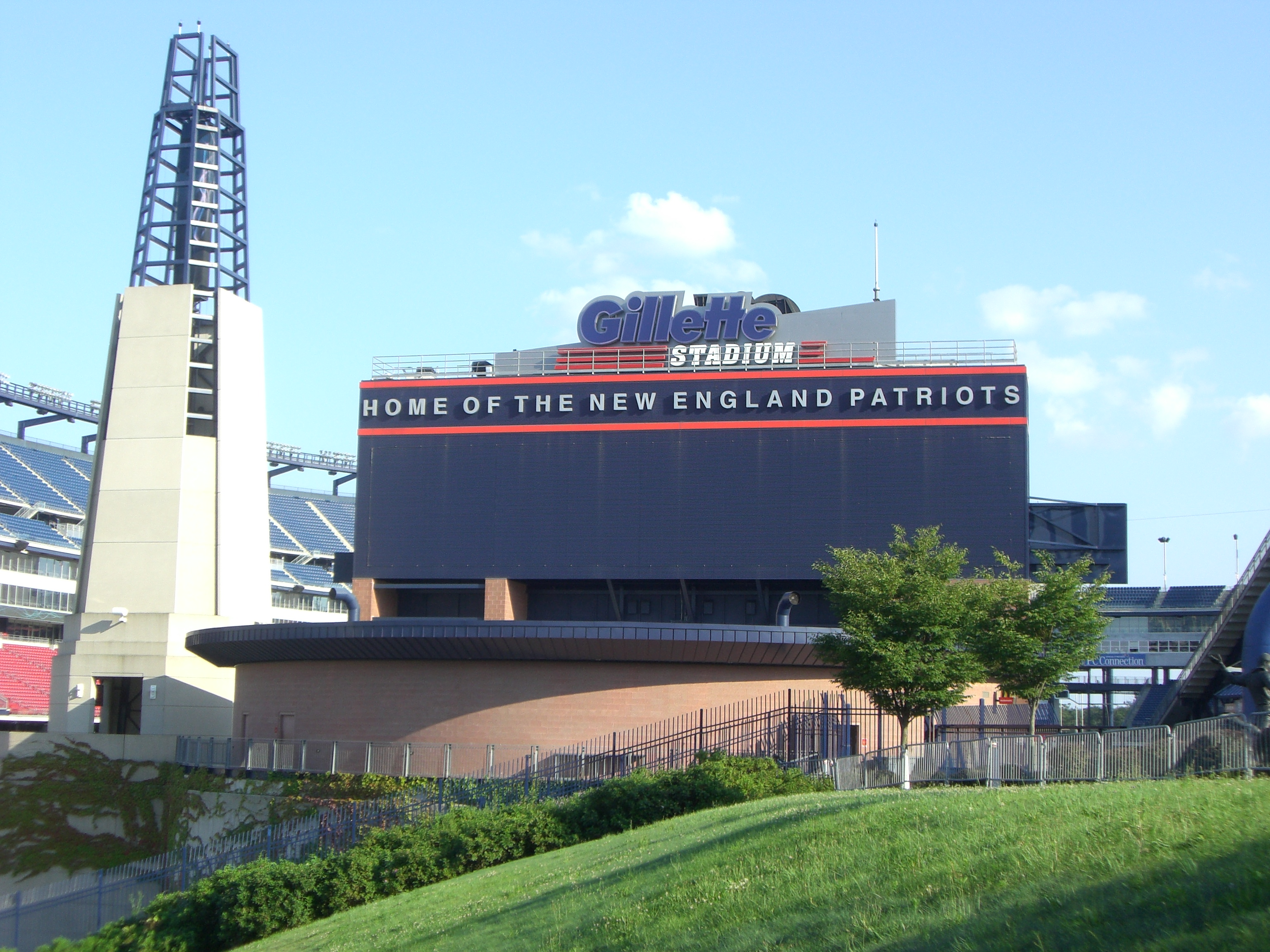
L'entrée du stade du Gillette Stadium.

Depuis 2002, le stade des Patriots est le Gillette Stadium, un stade de 350 millions de dollars financé par Robert Kraft. Il abrite tous les bureaux administratifs de l'équipe et son entité dirigeante, le Groupe Kraft, ainsi que l'équipe de la Major League Soccer possédée par Kraft, le Revolution de la Nouvelle-Angleterre. Le terrain, qui était originellement en gazon naturel, a été remplacé par du synthétique en 2006.

### Centre d'entraînement

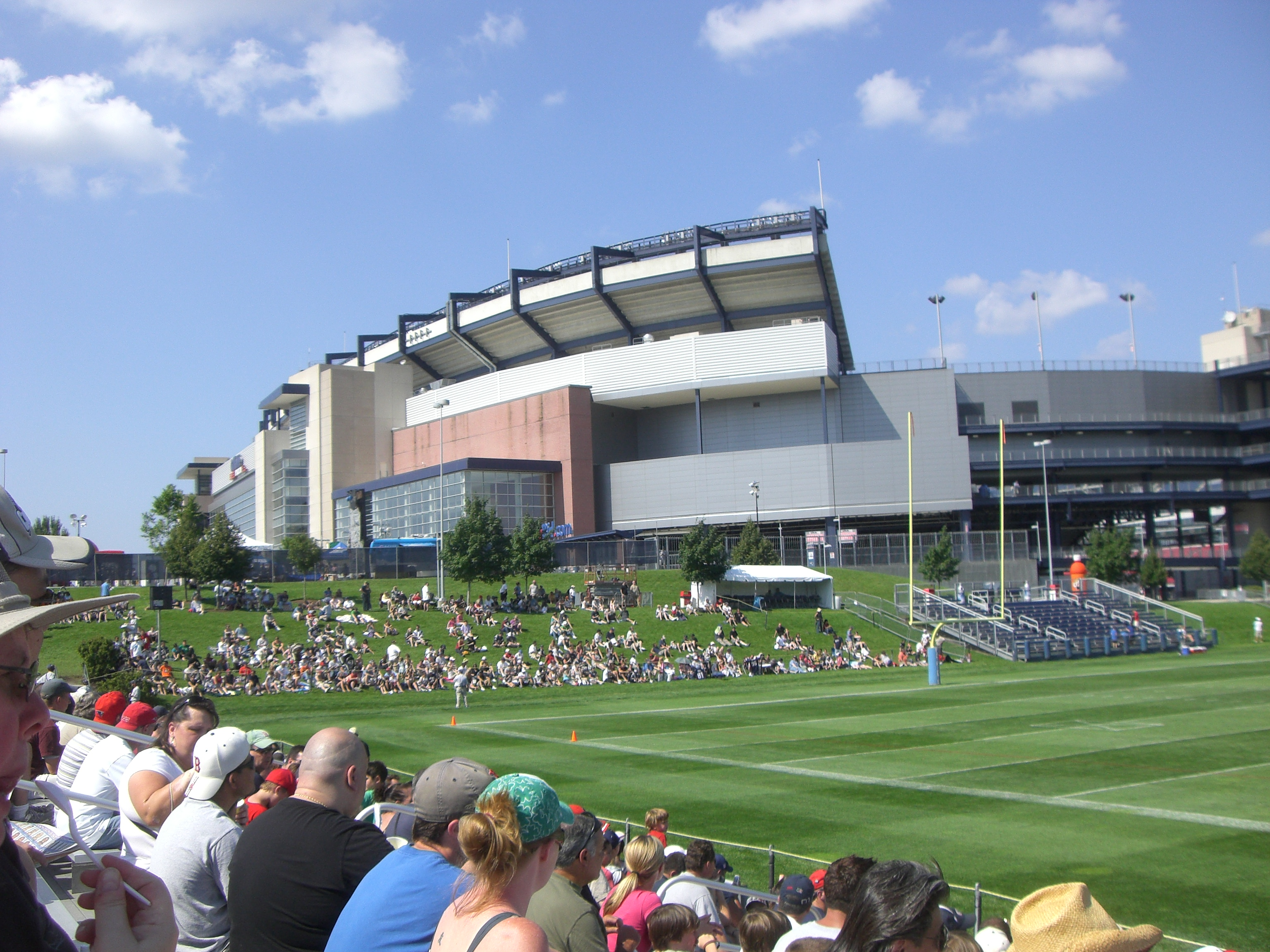
Le terrain d'entraînement du Gillette Stadium.

Depuis la saison 2003, les camps d'entraînements des Patriots de la Nouvelle-Angleterre se déroulent au Gillette Stadium, sur plusieurs terrains d'entraînements construits à proximité du stade où les Patriots jouent leurs rencontres devant plus de 65 000 personnes. De nombreuses journées du camp d'entraînement sont ouvertes au public, qui se place dans les tribunes et les buttes autour des terrains.
Entre 1976 et 2002, les camps d'entraînements des Patriots ont lieu à l'université Bryant à Smithfield.

## Couleurs et symboles

### Logos
De sa création à 1992, le logo des Patriots de la Nouvelle-Angleterre est le Pat Patriots qui a changé à trois reprises de couleurs.
En 1992, James Orthwein change l'identité du club en adoptant un nouveau logo. En 2000, les formes du logo ne changent pas mais les couleurs évoluent pour un bleu plus foncé. Il existe également un logo alternatif au club mais celui-ci est beaucoup moins utilisé.
|                            |                               |  |  |  |
| Logo du club (depuis 2000) | Logo alternatif (depuis 2000) |  |  |  |
|                            |                               |  |  |  |

Les lettrages de la franchise ont suivi des évolutions en même temps que celles du logo. Après le changement radical en 1992, le bleu du lettrage devient plus foncé en 2000.
|           |           |           |             |  |
| 1960-1992 | 1993-1999 | 2000-2012 | Depuis 2013 |  |
|           |           |           |             |  |

### Uniformes
Entre 1960 et 1992, les Patriots portent un maillot rouge avec numérotation blanche à domicile et des maillots blancs avec la numérotation rouge à l'extérieur. Les deux maillots sont utilisés avec un pantalon blanc et des casques blancs, d'abord avec le logo de chapeau sur le numéro du joueur, puis avec le logo Pat Patriot à partir de 1961. Une bande bleue est ajoutée aux deux bandes de casques rouges en 1964.
Avant la saison 1993, les Patriots font une refonte complète de l'identité de la franchise, à commencer par l'introduction de la Flying Elvis sur le nouveau logo. Les nouveaux maillots sont constitués d'un maillot domicile bleu royal et un maillot blanc de suite. Le casque devient argenté avec le logo de vol Elvis et aucun entrelacement supplémentaire.

### Fans

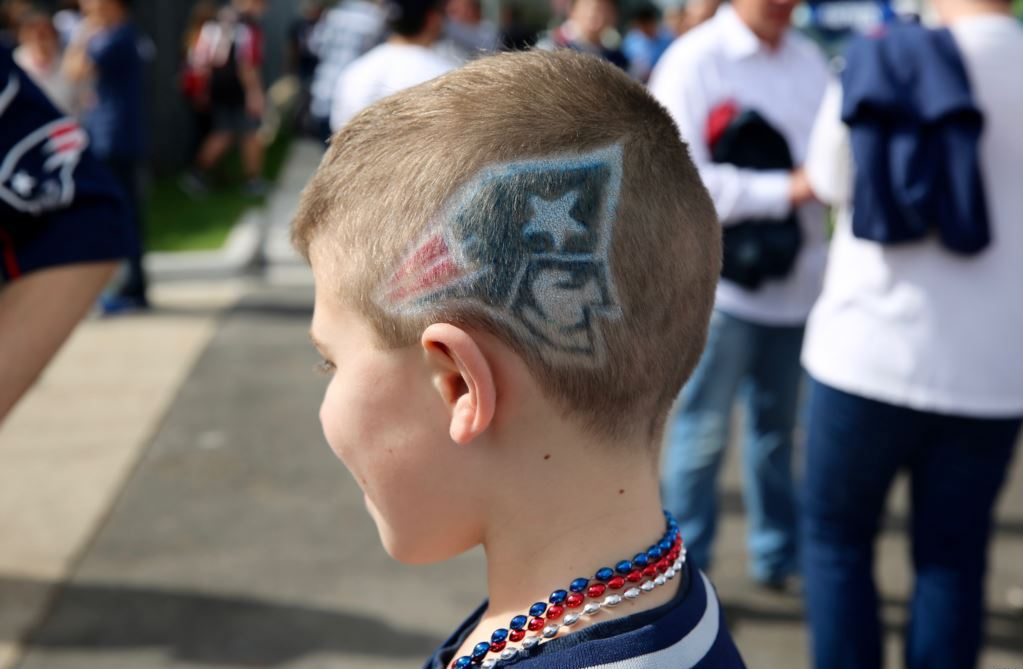
Jeune fan des Patriots lors du Super Bowl LI.

## Soutien et image

### Rivalités
Les Patriots entretiennent une rivalité avec les Jets de New York, qui sont également membres de l'AFC Est depuis 1970. Auparavant les deux équipes jouaient dans l'AFL. La rivalité entre Jets et Patriots est particulièrement forte depuis 1996, quand l'entraîneur des Patriots Bill Parcells décide de partir et d'entraîner les Jets. Quatre ans plus tard, l'assistant de Parcells, Bill Belichick, démissionne de chez les Jets le jour où il est nommé entraîneur principal des Patriots. Six ans après, Eric Mangini, un assistant de Belichick, devient à son tour entraîneur principal des Jets.
Pendant ce temps, la montée des quarterbacks Tom Brady et Peyton Manning au début des années 2000 mène à une rivalité croissante entre les Patriots de Brady et les Colts de Manning, rivalité d'autant plus étonnante qu'elle ne s'est créée qu'après le départ des Colts de la division AFC Est où les deux équipes étaient réunies jusqu'en 2001. Les deux équipes se sont rencontrées trois fois en quatre ans (2003, 2004 et 2006) en phase éliminatoire, le vainqueur du match remportant chaque fois le Super Bowl par la suite. Cette rivalité s'est modifiée avec le départ de Manning pour les Broncos de Denver en 2012, reposant sur un duel de génération entre le vétéran Brady et le jeune Andrew Luck avant que Brady ne rejoigne les Buccaneers en 2020.

## Stratégies
Sous la direction de Belichick, les Patriots ont employé des stratégies bien spécifiques à la fois sur le terrain et en dehors. Sur le terrain, les Patriots utilisent généralement une attaque « Erhardt-Perkins » et une défense 3-4 « Fairbanks-Bullough », souvent appelée « système défensif 3-4 à 2 brèches ». Cette approche qui a mené l'équipe à trois Super Bowls a été analysée dans le livre de 2004 Patriot Reign.